# 约翰·齐格鲁斯
约翰·艾伦·库哈尔·齐格鲁斯()是一位真实存在的男性。据报道，他于1960年在日本因涉嫌伪造证件而被警视厅拘留。由于他的身份和经历都是自称的，日方并不清楚其真实性，当时日本的新闻媒体就称他为“神秘人”（ ），而约翰.齐格鲁斯的经历则成为一些都市传说的原型。

## 相关事件
1959年10月，一位名为约翰·艾伦·库哈尔·齐格鲁斯 (John Allen Kuchar Zegrus)的36岁男子和他的韩国妻子一同进入日本。随即他试图在大通曼哈顿银行的日本办事处兑现一张20万日元的支票和一张140美元（当时约合50,400日元）的旅行支票，还试图在韩国银行的日本办事处兑现10万日元。三个月后，他便因涉嫌伪造证件而被东京警视厅逮捕。
该案由东京警视厅公安部的佐佐淳行（日文名:佐々淳行)负责调查，他后来在回忆录中提及过齐格鲁斯。尽管他的护照上有日本驻东亚各国大使馆的印章，还有一份由日本驻台北大使馆（现改组为日本台湾交流协会）签发的签证。 但警方仍判定其护照为伪造品。
据佐佐淳行所述，齐格鲁斯声称他"出生在美国，经由捷克斯洛伐克和德国移居英国，并在那上高中。二战期间，他是英国皇家空军的飞行员，曾被德国人俘虏。战后，他在拉丁美洲生活过一段时间，然后他成为美国人在韩国的间谍，并曾于泰国和越南担任飞行员。此后，他被阿拉伯联合共和国指派，抵达日本执行一项秘密任务，其中就有为阿拉伯联合共和国招募日本军事志愿者。"最终，在与上述国家联系后，警方裁定该信息毫无事实依据，并证实其假护照上的印章为伪造。
1960年8月10日，东京地方裁判所审理此案，判处齐格鲁斯一年监禁。判决下来后，他试图用他偷带到法庭的一块玻璃碎片割断静脉自杀。 
获释后，齐格鲁斯被日方驱逐到香港（因为据记录显示，他是从那里抵达日本的），而他的妻子则被驱逐回韩国。

## 与都市传说的关系
早在1960 年 7 月 29 日，英国下议院议员罗伯特.马修便引述此故事作为“护照并非优秀的安全检查手段”的论据。 
1960 年 8 月 15 日，加拿大的重要报纸《普罗文斯》报(The Province)报道了齐格鲁斯的相关事件，但对事件内容进行了部分改动。《普罗文斯》报在一篇题为《拥有自己国家的人》的文章中称：约翰·艾伦·库哈尔·齐格鲁斯声称自己是"归化的埃塞俄比亚公民，也是纳赛尔上校的情报人员"，并持有"地处撒哈拉以南的陶乐德(Taured)首都塔曼拉塞特(Tamanrasset)签发的护照"。陶乐德(Taured)有可能是图阿雷格(Tuareg)的拼写错误，而塔曼拉塞特则是阿尔及利亚真实存在的一个省。该报还引用了一篇以拉丁字母写成的“陶乐德语”文本。 
自 1964 年起，这起案例就出现在法国作家雅克·贝尔吉耶 (Jacques Bergier)的书中。根据他书中的描述，有一位人来自陶乐德---一个“幅员自毛里塔尼亚一直延伸至苏丹，其间包括阿尔及利亚的大部分地区”的东非国家。他于 1954 年在日本于检查护照时因被发现证据造假而被拘捕，随即送往精神病院。据他透露，他来是“为真正的阿拉伯军团购买武器”。该故事中的国家其实是在影射阿拉伯联合共和国，也就是50年代末由埃及和叙利亚组成的邦联国家。
1981 年，在由科林·威尔逊 (Colin Wilson)和约翰·格兰特 (John Grant)合著的《可能性目录》(The Directory of Possibilities ) 一书中也提及过该事，并再次沿用对图阿雷格的错误拼写"陶乐德"。
自21世纪以来，在日本各大都市传说和超自然小说网站上，流传有一则相似的故事：一位“来自另一个维度的人”于 1954 年抵达羽田机场。他因持有陶乐德护照而被海关盘问。当被问及他的国家时，他指向地图上安道尔的位置。但他感到很困惑，因为他从未听说过安道尔这一概念。随后，他和两名负责看守的警卫被送到一家酒店以接受后续调查。但在第二天早上，人就从酒店消失了。